# Gina Gogean
Gina Gogean (Câmpuri, 9 settembre 1978) è un'ex ginnasta rumena.